# Юсу Н'Дур
Юсу Н'Дур (на френски: Youssou N'Dour) е сенегалски певец, автор на песни, композитор, актьор, бизнесмен и политик (министър).
Той е министър на културата и туризма на Сенегал (29 април 2012 – 29 октомври 2012) и после министър на туризма и отдиха на Сенегал (29 октомври 2012 – 2 септември 2013).
Списание „Ролинг Стоун“ го определя през 2004 г. като „вероятно най-известния жив певец“ в Сенегал и голяма част от Африка.
Н'Дур съдейства за развитието на сенегалския популярен стил, който на езика серер се нарича мбалакс. Този стил произхожда от консервативната серерска музикална традиция, която носи названието нджууп. Той е темата на отличените с награди и разпространявани в световен мащаб филми Retour à Gorée (2007) под режисьорството на Пиер-Ив Борго, и Youssou N'Dour: I Bring What I Love (2008), режисиран от Елизабет Чай Васархели.
През 2006 г. Н'Дур получава ролята на Олауда Екиано, представена във филма Amazing Grace.
През октомври 2020 г. Youssou N'Dour се присъединява към престижната Кралска шведска академия, според институцията.

## Ранни години
Н'Дур е роден в Дакар, в семейството на волофска майка и серерски баща. Изпълнява музика от 12-годишен, като изнася представления със „Стар Бенд“ – сред най-известните дакарски групи от началото на 1970-те, до няколко години. Няколко членове на „Стар Бенд“ се присъединяват към „Оркестър Баобаб“ по това време.

## Кариера
През 1979 г. сформира своя състав „Етоал дьо Дакар“. Първите му работи с групата са в латино стил и се разпространяват из цяла Африка. През 1980-те години развива уникално звучене с последната си група „Супер Етоал дьо Дакар“. В нея място имат Джими Мбайе на китара, баскитаристът Хабиб Файе и тамистът Асан Тиам.